# Laurent Zecchini
 (juin 2015).
Si vous disposez d'ouvrages ou d'articles de référence ou si vous connaissez des sites web de qualité traitant du thème abordé ici, merci de compléter l'article en donnant les références utiles à sa vérifiabilité et en les liant à la section « Notes et références ».
Pour les articles homonymes, voir Zecchini.
Laurent Zecchini est un journaliste et essayiste français, né le 10 mars 1952 à Vincennes, spécialiste des questions internationales et de défense.

## Biographie
Laurent Zecchini a fait l'essentiel de sa carrière journalistique au Monde, où il est resté 35 ans, occupant notamment des postes de correspondant à l'étranger. Il a quitté ce quotidien fin décembre 2014 pour se consacrer, en 2015, à un essai biographique et à un enseignement à Sciences Po.
Entré au Figaro en 1972, dans l'équipe chargée de sortir un nouveau magazine, le Figaro-Dimanche, il a rejoint le service politique du Figaro en 1974, où il est resté jusqu'en 1977. Il s'est surtout occupé de la couverture des travaux de l'Assemblée nationale. En 1977-1978, il a été journaliste à Radio Monte-Carlo où il était chargé de l'actualité et de l'analyse de la politique intérieure française.
Engagé au Monde en 1979, il a été chargé de la couverture des débats de l'Assemblée nationale, jusqu'en 1983. Rejoignant le service Étranger du Monde en 1984, il a été chargé des pays africains, notamment de l'Afrique de l'ouest et centrale, jusqu'en 1987.
Nommé correspondant permanent à New Delhi pour l'Asie du sud en 1987, il a couvert les pays de cette zone (Inde, Pakistan, Afghanistan, Bangladesh, Népal) jusqu'en 1991. Nommé correspondant à Londres, de 1991 à 1994, il a suivi de près le conflit d'Irlande du Nord.
Correspondant à Washington, de 1994 à 1998, il a suivi les questions diplomatiques et stratégiques internationales, ainsi que la politique intérieure américaine. De retour à Paris, en 1999, il a été chargé de la coordination des correspondants européens. Nommé chef du Bureau européen à Bruxelles, en 2000, puis correspondant diplomatique, il a notamment suivi les questions de défense européenne et l'actualité de l'OTAN, avec des reportages dans de nombreux pays (Afghanistan, Kosovo, Bosnie, etc.).
Nommé correspondant défense du Monde en 2005, il a suivi les questions militaires et stratégiques dans différents pays (États-Unis, Afghanistan, Israël, Liban, Iran), ainsi que l'actualité de la défense française.
En 2009, il a été nommé correspondant permanent du Monde à Jérusalem, et a couvert l'actualité d'Israël et des Territoires palestiniens, ainsi que celle de la Jordanie jusqu'en juillet 2014.
Tout en donnant des cours de journalisme à Sciences Po (campus euro-américain de Reims) à partir de fin 2014, il s’est consacré à l’écriture d’une biographie de Gilbert de Lafayette, qui a été publiée en avril 2019, chez Fayard (Librairie Arthème Fayard) : Prix du nouveau Cercle de l’Union 2020. 
En janvier 2025, il a publié une biographie de Thomas Jefferson, Le président américain francophile, chez Perrin.